# Delvillebos

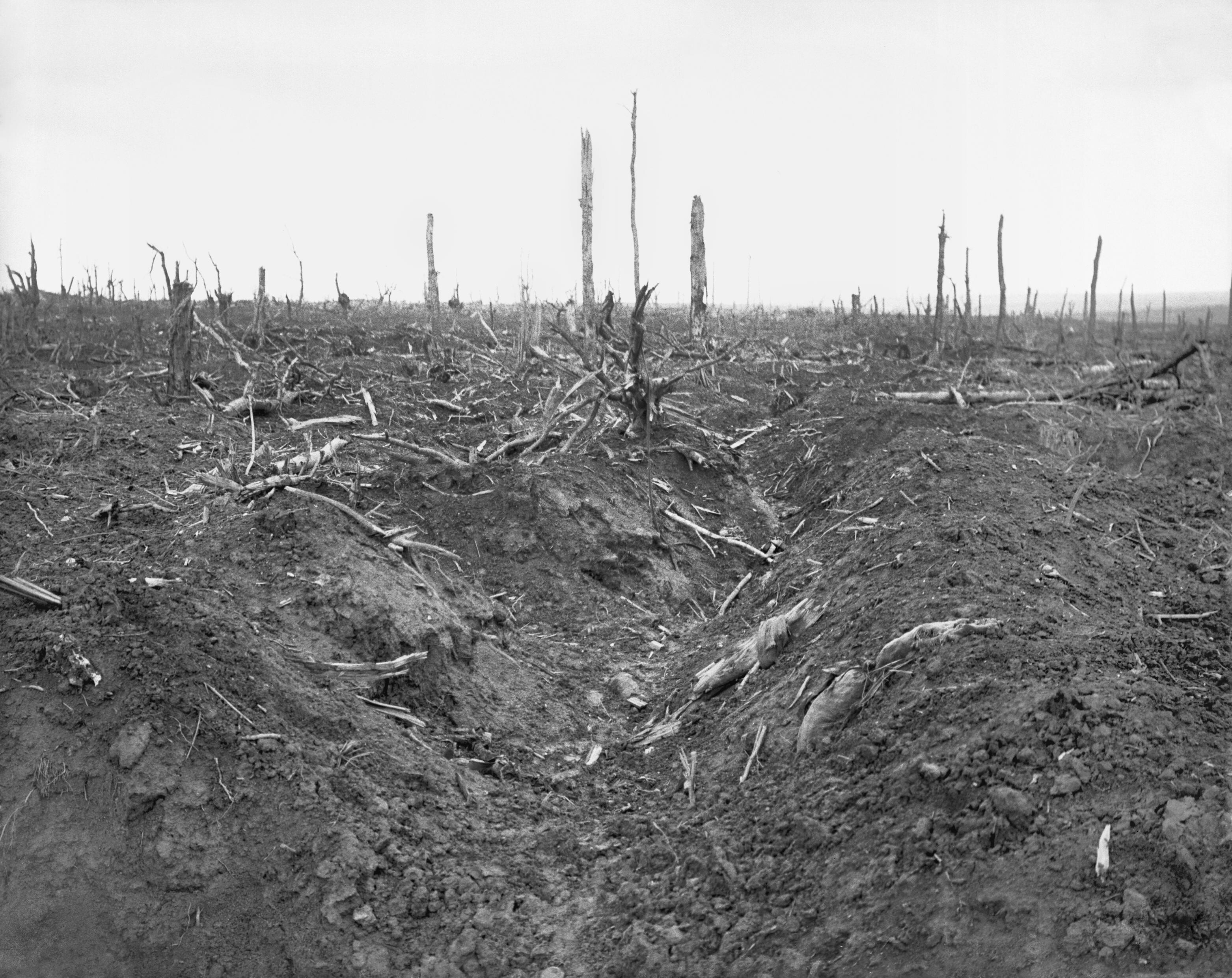
Delvillebos, september 1916

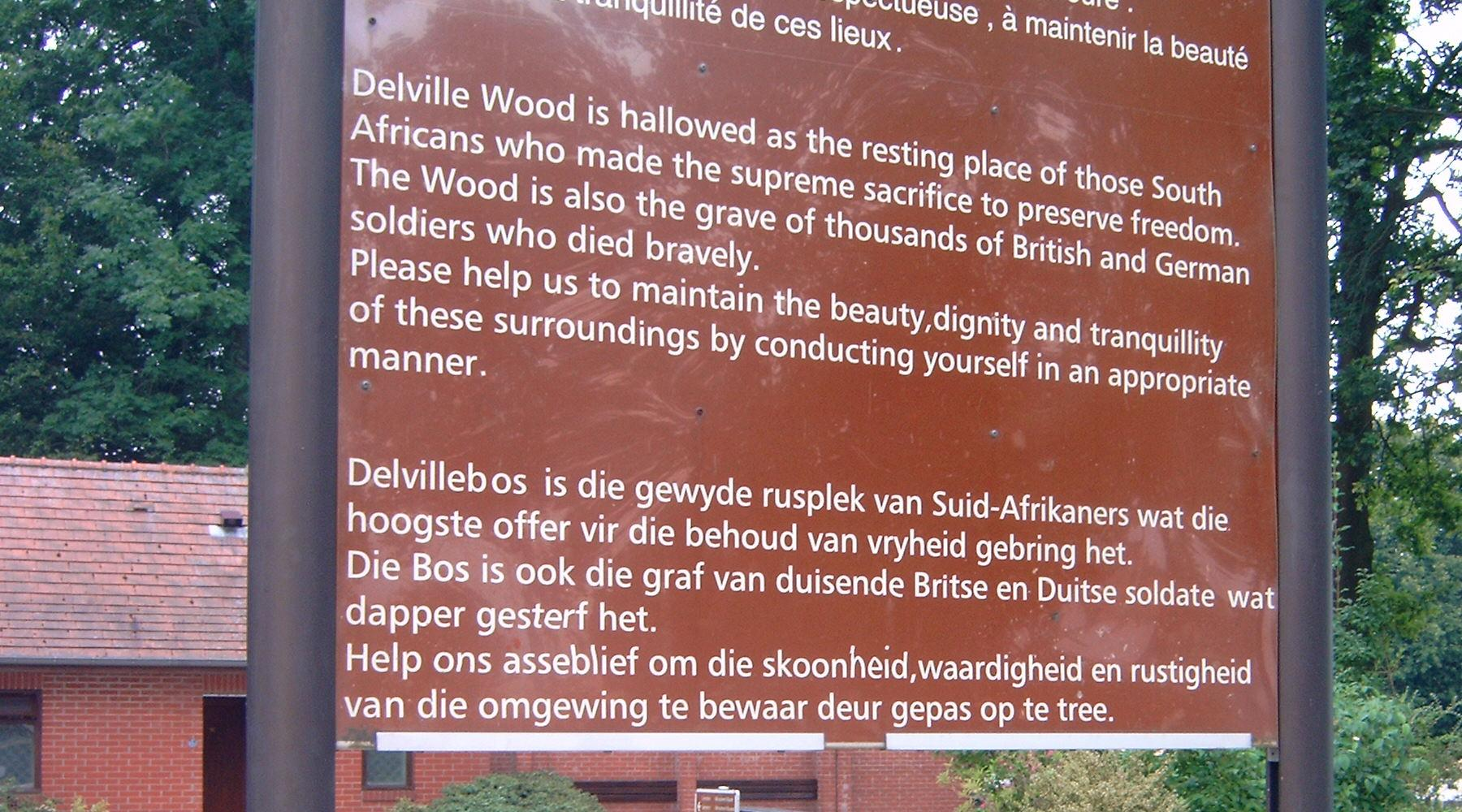
Memorial in het Frans, Engels en Afrikaans

Delvillebos (Frans: Bois d'Elville), is een klein bos bij het dorp Longueval in de Somme-vallei in Frankrijk.
Tijdens de Eerste Wereldoorlog (1914– 1918) raakten 121 officieren en 3032 manschappen van de Eerste Zuid-Afrikaanse Infanterie Brigade op 14 juli 1916 er in een hevig gevecht verwikkeld. Zes dagen later, op 20 juli, snelde de Brigade te hulp, maar dit was te laat. Slechts 29 officieren en 751 manschappen hebben de Slag van Delvillebos overleefd.
Na de verwoesting van het Delvillebos zijn boompjes uit Stellenbosch en Franschhoek weer aangeplant, zoals de eiken van de Kaap oorspronkelijk uit Frankrijk kwamen. Dit is nu de lange eikenlaan van de begraafplaats van Zuid-Afrikaanse gesneuvelden naar de ingang van het monument. Op 11 november 1986 heeft de Zuid-Afrikaanse president
in het Delvillebos ook een gedenkmuseum onthuld, waar een aantal presentaties aangebracht zijn om de Zuid-Afrikaanse deelname aan de twee wereldoorlogen en de Korea-oorlog uit te beelden. De beeldhouwer, Danie de Jager, heeft een bronzen reliëf getiteld "Die sesde dag" opgesteld. Dit reliëf van 8,2 x 3,2 meter beeldt gehavende manschappen op de voorgrond uit met de verwoeste overblijselen van Delvillebos in de achtergrond.